# アエルマッキ キメラ

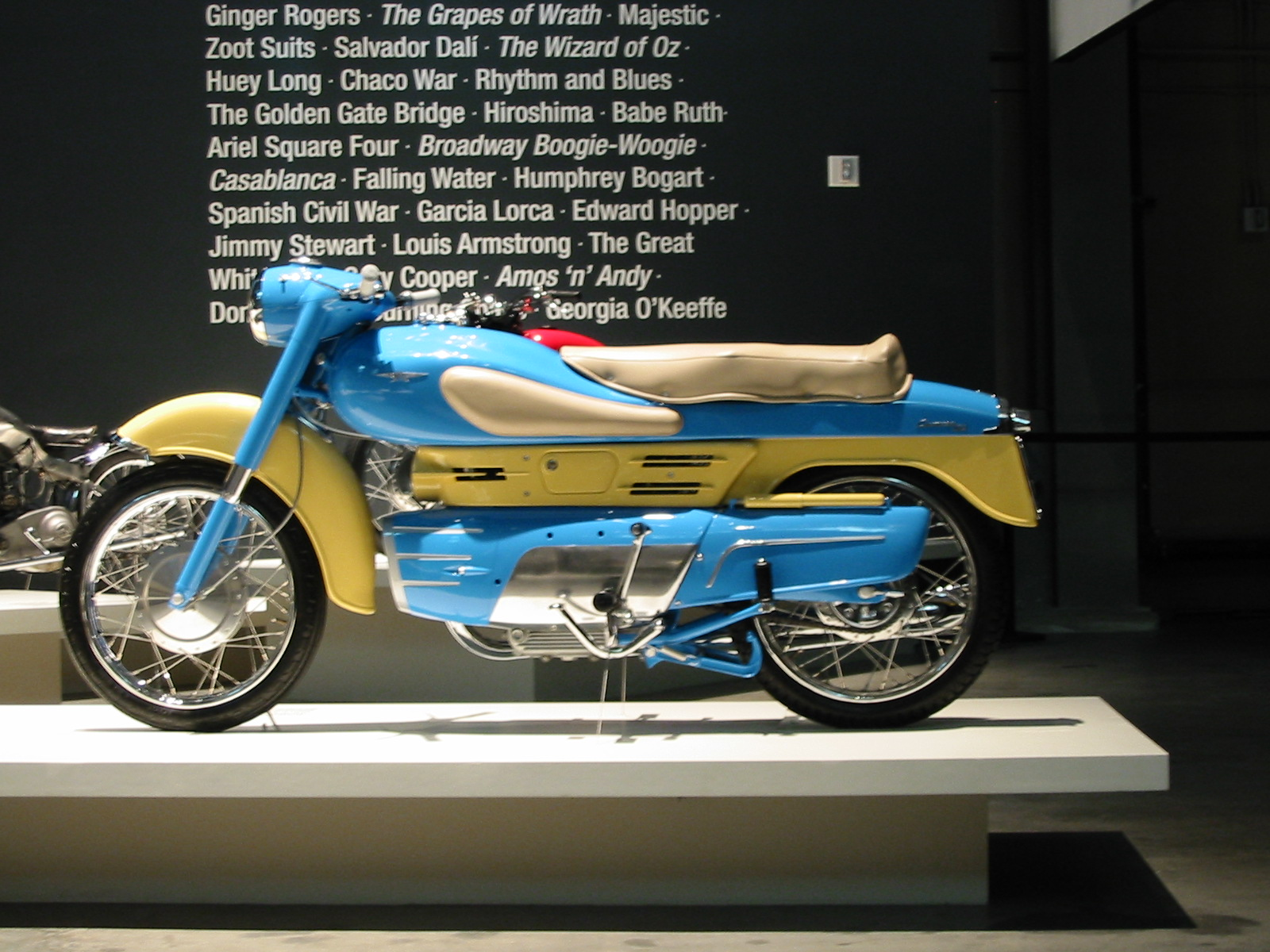
アエルマッキ キメラ250

アエルマッキ キメラ（Aermacchi Chimera）はイタリアの企業アエルマッキが1956年から1965年にかけて製造したオートバイ。車名のキメラはギリシア神話に登場する怪物に由来する。

## 来歴
キメラは、「理想のオートバイ」としてアルフレード・ビアンキによって設計され、1956年12月1日のミラノ・モーターサイクル・ショーで展示された。しかしながら、水平単気筒4ストロークエンジンを搭載したフルカバードのオートバイは市場には受け入れられなかった。そこで、外観は同等ながらエンジンを大きくたキメラ250が1957年に発売された。
この2車種目も市場での成功を収めることができず、同年にアエルマッキはエンジンがむき出しの普通の格好をしたモデルの投入を決定した。こうしてアラ・ロッサ、アエルマッキ アラ・ビアンカ、アエルマッキ アラ・ドーロおよびアエルマッキ アラ・アズーラが市場に投入された。
キメラ175は1960年まで製造されたが、4年間で119台が製造されたにとどまった。キメラ250は1965年にハーレーダビッドソンがアエルマッキのオートバイ製造部門を買収するまで製造されたが、こちらも177台にとどまった。この2車種はベルギーとルクセンブルクに輸出された。

## 技術的特徴

### エンジンと駆動系
キメラには空冷単気筒4ストロークエンジンが、シリンダーをほぼ水平な状態で搭載された。クランクシャフト左端には湿式多板クラッチがあり、これを通して常時噛合式4速トランスミッションにエンジン出力が伝達される。トランスミッションはエンジン右側のシフトペダルで操作され、1速は踏み込みである。後輪はチェーンで駆動される。
2つのオーバーヘッドバルブはエンジン下側のカムシャフトからプッシュロッドとロッカーアームを介して駆動される。エンジン右側にはバッテリー点火（バッテリー：6V/7Ah）のためのコンタクトブレーカーが配置されている。
混合気は前傾タイプで円形のスライドバルブを備えたダウンドラフトキャブレターからエアフィルター無しで供給される。クロームメッキされたエキゾーストパイプは車体右側に引き回され、末端にダブテイルを備えた葉巻型マフラーがに接続される。

### フレームとシャシー
キメラにはリアサブフレームなしの鋼管バックボーンフレームが使用された。リアスイングアームは車体中央のモノスプリングサスペンションで支持された。フロントフォークは倒立式テレスコピックフォークとなっている。

### ホイールとブレーキ
17インチのスポークホイールにはフルハブ型のドラムブレーキが備えらrた。リアブレーキはエンジン左側のブレーキペダルでリンクを介して操作され、フロントブレーキはレバーによるワイヤー作動とされた。

### 材質
航空機製造を通じて、アエルマッキはアルミニウム材料に親しんでおり、キメラにおいても多くの部品にアルミニウムが使用された。トランスミッション一体型のクランクケースやシリンダー及びシリンダヘッドにとどまらず、エンジン側面やフロントフォークカバー（ヘッドライトハウジングも含む）でもアルミに売っ無我使用された。メインフレーム、フロントフォークの荷重担当部分、シートを支えるガソリンタンクとリアフェンダー、フロントフェンダーおよびスイングアームカバーには鋼板が使用された。

### カラーリング、仕上げおよびエンブレム
175と250のどちらのモデルでも、ブラッドオレンジレッド（RAL2002同等）/クリームホワイト（RAL9001同等）とライトブルー（RAL5012同等）/クリームホワイト（RAL9001同等）が選べた。板金部材とアルミニウム板の部品が塗装された。エンジンカバーの大きな部品はポリッシュ仕上げとされた。
青と金色のアエルマッキのエンブレムは、ガソリンタンク側面と車体後部にデカールとして配された。クロームメッキされた亜鉛ダイカストの「Chimera 175」および「Chimera 250」のエンブレムは車体後部の左右側面に取り付けられた。

### 主要諸元
以下の情報が確認可能である。
| 形式                    | キメラ175                  | キメラ250                  |
| 製造期間                | 1956 – 1960                | 1957 – 1965                |
| 排気量                  | 172.4 cm³                  | 246.2 cm³                  |
| ボアｘストローク        | 60 mm × 61 mm              | 66 mm × 72 mm              |
| 圧縮比                  | 7 : 1                      | 7 : 1                      |
| 最大出力                | 10.5 PS (7.7 kW)           | 13.7 PS (10.1 kW)          |
| 発生回転数              | 6500/min.                  | 6500/min.                  |
| トランスミッション      | 4速                        | 4速                        |
| ホイールベース          | 1360 mm                    | 1360 mm                    |
| 寸法（全長x全幅x全高）  | 2000 mm × 610 mm × 1000 mm | 2000 mm × 610 mm × 1000 mm |
| 乾燥重量                | 122 kg                     | 125 kg                     |
| タイヤ                  | 2.75″ × 17″                | 3.00″ × 17″                |
| ブレーキ、フロント/リア | ドラム、160 mm/140 mm      | ドラム、160 mm/140 mm      |
| 最高速度                | 110 km/h                   | 120 km/h                   |
| 燃費                    | 約 2.75 l / 100 km         | 約 3.00 l / 100 km         |

## 特徴
- ガソリンタンクと、シートが取り付けられるリアフェンダーは一体に製造されて2本のネジでサブフレームを持たないフレームに取り付けられた。さらに、22リットル容量のガソリンタンクはこのサイズのオートバイとしては非常に大容量のものだった。このため、2名の乗員と燃料の重量がこの部分に集中する。このことからメーカーは「振動を防ぐために」ガソリン搭載量を15リットル以下にすることを推奨した[6]。
- アエルマッキは六角穴付きボルトをエンジンとカバーの取付部に使用したが、1950年代のオートバイでは稀な構成だった。
- スライド式キャブレターにはチョークが付いているが、遠隔操作部材は備わっていなかった。キャブレターはタンクとエンジンの間のパネルの裏にあり、小さな通気口があるだけなので走行中に操作することはほとんど不可能だった[6]。多くの所有者は左側のカバーを取り外したので、紛失することが多かった。現存の車体ではほとんどがこのカバーが付いておらず、市場で見つけることも困難である。